# Чорний список Голлівуду
«Чорний список» Голлівуду (англ. Hollywood blacklist) — список діячів культури й мистецтва у США в 1940—1950-х роках, яким заборонялося займатися професійною діяльністю через їхні політичні переконання. До списків, що складалися власниками голлівудських студій, потрапляли члени Компартії США або запідозрені в симпатії до неї, а також ті, хто відмовлявся допомагати владі в розслідуванні діяльності компартії.
Перший список був складений голлівудськими студіями 25 листопада 1947 року після відмови десяти кінематографістів, відомих як «голлівудська десятка», свідчити Комісії з розслідування антиамериканської діяльності Конгресу США. Пізніше всі вони отримали один рік тюремного ув'язнення. 22 червня 1950 року з'явився памфлет Red Channels зі списком зі 151 особи, названих у ньому «червоними фашистами та їх симпатизантами». Усі, хто потрапив до списків, зазнавали великих труднощів у пошуках роботи, фактично позбувшись можливості працювати в кіноіндустрії.
Значення списків зменшилося після 1960 року, коли вийшли фільми за сценаріями Далтона Трамбо, який потрапив до списків — «Спартак» Стенлі Кубрика та «Вихід» Отто Премінґера. Проте багатьом із тих, хто потрапив до списків і надалі відмовляли в роботі.

## Історія

### 1947 рік
За роки війни чисельність членів американської компартії виросла до 50 тис. осіб. І хоча така чисельність була невеликою навіть порівняно з компартіями інших капіталістичних країн і про участь членів партії в муніципальних або національних виборах навіть не йшлося, відмітною особливістю американського комуністичного руху, яка з лишком компенсувала відносно малу чисельність та потенційно могла перетворити її на потужну силу, був непропорційно великий наплив осіб творчих спеціальностей, представників мистецтва та популярної культури, преси, радіо і телебачення, різного роду публічних персон, що не міг не стривожити американське керівництво.
Після закінчення Другої світової війни створена у 1930-х роках Комісія з розслідування антиамериканської діяльності при Конгресі США активізувала свою роботу. Оскільки саме по собі вираження лівих поглядів не було злочином, основною формою боротьби державних структур із лівим рухом стало замовчання комуністів, соціалістів і осіб, запідозрених у симпатіях до них, позбавлення їх можливостей до використання засобів і способів масової інформації для поширення своїх ідей, запобігання будь-яким спробам самоорганізації, позбавлення їх перспектив нормального працевлаштування, створення нестерпних для життя умов, примус до добровільної еміграції за кордон (у СРСР, країни Європи та Латинської Америки), нацьковування на них різного роду націоналістичних організацій, провокування внутрішнього конфлікту з різних проблемних питань, що викликає сперечання та розкол у середовище прибічників лівих поглядів, провокування до здійснення протиправних вчинків, дискредитація, компрометація, тощо. Ключовим способом для каталогізації, відсіювання та подальшого відстежування неблагонадійних стало складання чорних (викриті), сірих (запідозрені) і білих (лояльні) списків осіб вказаних категорій населення.
Оскільки факт наявності списків запідозрених або лояльних до режиму осіб не оголошувався і саме їх існування не мало явно видимого вираження, — лояльні режиму особи регулярно заохочувалися, запрошувалися на різні заходи, отримували всілякі стимули й були затребувані у сфері своєї основної діяльності, запідозрені потрапляли під пильне спостереження, але не піддавалися гонінням до тих пір, поки не переходили в категорію неблагонадійних, — найбільшу популярність здобули саме чорні списки, оскільки особи, що потрапили до них, повністю відчули на собі усі способи пресингу з боку влади і намагається приховати факт наявності чорних списків не мав сенсу.
Основним способом виявлення неблагонадійних були моніторинг пошти та телефонного зв'язку, зовнішнє спостереження, яке велося за всіма знаменитостями й публічними персонами (матеріали спостереження і прослуховування наразі частково розсекречені та доступні для ознайомлення), крім того, як показують розсекречені матеріали, процвітало тотальне доносництво голлівудських зірок один на одного з кон'юнктурних міркувань (щоб продемонструвати свою лояльність, усунути конкурента і т. ін.), внаслідок чого до «комуністів» нерідко потрапляли особи, абсолютно байдужі до соціалістичних ідей, але обмовлені своїми колегами та різними недоброзичливцями.
Восени 1947 року Комісія почала розслідування в Голлівуді. 20 жовтня 1947 року відбулися публічні слухання у Вашингтоні. Комісія склала список із 43 осіб, яким пропонувалося надати свідчення. Група діячів Голлівуду створила «Комітет із захисту Першої поправки до Конституції», куди увійшли режисери Вільям Вайлер, Джон Г'юстон, актори Гамфрі Богарт, Джин Келлі. Вони наполягали на тому, що Перша поправка гарантує свободу слова та зборів, і кінематографісти можуть не давати свідчень. 19 осіб відмовилися свідчити, і 11 із них були викликані на слухання. Проте пізніше один із їх числа, Бертольт Брехт, погодився відповісти, що не був комуністом, і покинув країну. 10 осіб, що залишилися, посилаючись на Першу поправку до Конституції США, відмовилися відповідати на питання комісії: «Чи перебуваєте Ви або перебували коли-небудь у комуністичній партії?». Усі вони були звинувачені в «неповазі до Конгресу».
Президент Американської асоціації кінокомпаній Ерік Джонстон заявив, що жоден комуніст не отримає роботи, відмітивши: «Вони є деструктивною силою, і я не хочу їх бачити навколо себе». Глава Гільдії кіноакторів США Рональд Рейган, а також знаменитий мультиплікатор Волт Дісней сказали, що комуністи представляють серйозну загрозу для Голлівуду. 17 листопада Гільдія кіноакторів зобов'язала своїх членів не вступати в компартію і не співпрацювати з комуністами, а 25 листопада в Голлівуді був складений перший «чорний список» із десяти кінематографістів, що відмовилися відповідати Комісії Конгресу.

## Списки

### «Голлівудська десятка»
- Алва Бессі
- Герберт Біберман
- Едвард Дмитрик
- Лестер Коул
- Рінг Ларднер-молодший
- Джон Говард Лоусон
- Альберт Мальц
- Семюел Орніц
- Адріан Скотт
- Далтон Трамбо

### Занесені до списків у 1947 році
- Ганс Ейслер
- Бернард Гордон
- Джоан Лакур Скотт

### Занесені до списків між січнем 1948 та червнем 1950
- Бен Барзмен
- Шерідан Ґібні
- Пол Грін
- Пол Дрейпер (також в Red Channels)
- Канада Лі
- Річард Райт
- Поль Робсон
- Едвін Рольф
- Вільям Суїтс (також в Red Channels)
- Ліліан Геллман (також в Red Channels)
- Жуль Дассен
- Уолдо Солт

### СписокRed Channels
- Ларрі Адлер
- Лютер Адлер
- Стелла Адлер
- Едіт Етуотер
- Говард Бей
- Леонард Бернстайн
- Волтер Бернстайн
- Марк Бліцштейн
- Джозеф Бромберг
- Морріс Карновський
- Норман Корвін
- Марк Коннелі
- Аарон Копленд
- Говард да Сільва
- Дін Діксон
- Олін Даунс
- Альфред Дрейк
- Говард Дафф
- Кліффорд Дарр
- Хосе Феррер
- Марша Гант
- Кім Гантер
- Джин М'юр
- Лайонел Стендер
- Мартін Гебел
- Артур Гае
- Джон Гарфілд
- Джек Гілфорд
- Артур Міллер
- Рут Гордон
- Дороті Паркер
- Ута Гаген
- Джуді Голідей
- Дешилл Гемметт
- Ірвін Шоу